# Leonhard Fendt
Leonhard Fendt, född 2 juni 1881 i Baihershofen, död 9 januari 1957 i Augsburg, var en tysk teolog.
Leonhard Fendt var ursprungligen katolsk präst, blev teologie doktor 1910 och extraordinarie professor i Dillingen 1915. Han övergick 1918 i samband med sina Lutherforskningar till evangeliska läran och var 1934-1935 professor i praktisk teologi i Berlin. Fendts vetenskapliga produktion föll till största delen inom hans läroämne: Der lutherische Gottesdienst des 16. Jahrhunderts (1923), Die alten Perikopen (1931), Grundriss der praktischen Theologie (1938–1939) och Die neuen Perikopen (1941).